# Disturbios antisemitas en el Cáucaso septentrional de 2023
Los disturbios antisemitas en el Cáucaso septentrional inició a finales de octubre de 2023, produciéndose varios actos violentos de corte antisemita en la región del Cáucaso septentrional de la Federación de Rusia, dicha región es de población mayoritariamente musulmana. Los disturbios ocurrieron en el contexto de las reacciones a la Guerra Israel-Gaza de 2023, un conflicto que provocó un aumento de los incidentes contra la comunidad judía en varias partes del mundo.

## Fondo
Unos días antes de los acontecimientos en el Aeropuerto de Majachkalá-Uytash, en los canales de Telegram locales circularon llamamientos para participar en la concentración en el aeropuerto. Los mensajes sobre "refugiados de Israel" que supuestamente llegaron a Daguestán fueron publicados por el canal de telegramas "Morning Dagestan", lanzado por el político ruso-ucraniano Ilya Ponomarev. Anteriormente, el mismo canal de Telegram organizó las protestas de 2022 contra el reclutamiento para ir a combatir en la guerra de Ucrania.

## Desarrollo

### 28 de octubre de 2023

#### Jasaviurt
Los residentes de Jasaviurt, Daguestán, se reunieron cerca del Hotel Flamingo después de informes de que supuestamente se estaban alojando allí a refugiados de Israel. Los manifestantes exigieron que todos los residentes del hotel se acercaran a las ventanas para verlos. Cuando los invitados no hicieron esto, arrojaron piedras al edificio. Los reunidos gritaron "Allahu Akbar" y exigieron revisar los sótanos y dejarlos entrar al hotel. La policía llegó y permitió a los manifestantes revisar el hotel para asegurarse de que el lugar estuviera "libre de judíos". Después de esto, se publicó un mensaje afuera del hotel que decía que se prohibía la entrada a los judíos.

#### Cherkessk
Se celebró una manifestación antisemita en Cherkessk, la capital de Karachay-Cherkessia, exigiendo "el desalojo de los judíos étnicos".

### 29 de octubre de 2023

#### Nálchik
En Nalchik, Kabardino-Balkaria, un centro comunitario religioso nacional-cultural judío local en construcción fue incendiado, y los atacantes escribieron "muerte a los Yahuds" en su pared.

#### Aeropuerto de Majachkalá
Una turba irrumpió en el aeropuerto de Uytash cerca de Majachkalá, Daguestán, tras la llegada de un vuelo de Red Wings Airlines procedente de Tel Aviv. En Telegram se difundieron mensajes de que un vuelo directo procedente de Israel llegaba a Daguestán, con llamadas para acudir al aeropuerto e impedir el aterrizaje del avión. Mientras que el sitio web de noticias en ruso Meduza dijo que la multitud estaba formada por "residentes locales", el Keshet 12 israelí informó que la mayoría de las personas en la multitud eran expatriados palestinos.
Como se indica en la web del aeropuerto, el avión procedente de Tel Aviv aterrizó a las 19:17 hora local. Después de esto, decenas de manifestantes irrumpieron en el aeropuerto y llegaron a la pista, algunos de los cuales, según Izvestia, lograron trepar a las alas del avión. 20 personas resultaron heridas, entre ellas nueve policías, de los cuales dos resultaron gravemente heridos. Los pasajeros del avión resultaron ilesos. Se identificaron 150 sospechosos y 60 fueron detenidos. La agencia rusa de aviación civil Rosaviatsia anunció el cierre provisional del aeropuerto hasta el 6 de noviembre, pero lo reabrió el 30 de octubre. Al anochecer de ese día, el número de detenidos aumentó a 83.

## Reacciones

### Doméstico
El presidente de Daguestán, Serguéi Mélikov, calificó el incidente como una grave violación de la ley, aunque los daguestaníes "se compadecen del sufrimiento de las víctimas de las acciones de personas y políticos injustos y rezan por la paz en Palestina". Los líderes regionales de otras dos regiones del Cáucaso Norte pidieron calma. El principal muftí de Daguestán hizo un llamamiento similar. El presidente de Chechenia, Ramzán Kadírov, ordenó al Ministerio del Interior y a la Guardia Nacional detener a los posibles manifestantes en la república y les autorizó a abrir fuego.
El corresponsal de guerra ruso Alexander Kots sugirió que "aquellos que quieran matar judíos deberían ir a Gaza o Kiev. Conozco la dirección de uno, puedo decirles: Bankova, 11".
El presidente Vladímir Putin ordenó una reunión de sus principales funcionarios de seguridad, mientras que su portavoz, Dmitri Peskov, atribuyó los disturbios a una "interferencia externa". El gobierno de Putin culpó a Ucrania de ser una de las principales influencias del antisemitismo.

### Internacional
La portavoz presidencial estadounidense, Adrienne Watson, condenó los disturbios. El primer ministro canadiense, Justin Trudeau, también condenó los acontecimientos como "profundamente inquietantes". Stefan de Keersmaecker, portavoz de la Comisión Europea, también condenó los ataques.
El gobierno israelí pidió a las autoridades rusas que protejan a los israelíes y judíos en Rusia.
El presidente ucraniano Volodímir Zelenski, que es de ascendencia judía, culpó de los acontecimientos a la "cultura generalizada de odio hacia otros pueblos, que es propagada por la televisión estatal, los expertos y las autoridades" de Rusia.